# El Corbacho
El Corbacho és una obra de la literatura medieval castellana que neix amb el propòsit de condemnar la luxúria i el mal amor (carnal) oposat al bon amor (espiritual), tal com explica el seu subtítol: Reprobación del amor mundano. Escrit per l'Arxipreste de Talavera en 1438, usa l'estructura del sermó religiós.

## Argument i estructura
L'obra es divideix en quatre parts de longitud desigual, precedides per un pròleg i amb un capítol de cloenda final. A la primera part introdueix els arguments teòrics per condemnar el mal amor. Comença exposant els problemes que es deriven d'un amor excessiu: l'oblit de les obligacions religioses, la violència i l'embogiment de l'enamorat. Posteriorment abunda en exemples de diferents sectors especials per mostrar com ningú no està lliure dels perills de l'amor. Més endavant repassat com per culpa del mal amor es poden infringir els deu manaments de l'església (un per capítol), es cau en els set pecat capital i es perden les virtuts personals, tant les de naixença com les relatives al propi estat.
La segona part se centra en els defectes de les dones, que veu com a principals inductores del mal amor, amb catorze capítols farcits d'exemples. A la tercera analitza els caràcters dels homes, segons la teoria dels humors, i com cada personalitat porta a un tipus diferent de relació amorosa. La quarta part, la més breu, condemna l'astrologia i el suposat paper que juga en la inducció de l'enamorament. Acaba amb una lloança a Déu i un darrer advertiment sobre les conductes desviades i els seus riscos.

## Anàlisi
L'obra ha estat durant anys considerada com un exemple de misogínia medieval, malgrat que les crítiques també incloguin el mal amor dels homes. La visió medieval es reforça pel substrat religiós i per la influència clara del Libro de buen amor, que tracta el mateix assumpte. El catàleg de casos prové dels exempla presents als manuscrits de l'època. Però al llibre, escrit al prerenaixement, apareixen ja elements que prefiguren l'edat moderna, com el distanciament de l'amor cortès, considerat fals i no realista, i la influència de l'obra de la qual pren el títol, Il Corbaccio, de Giovanni Boccaccio. Quant al contingut discursiu, prové de diverses fonts, com el Llibre de les dones de Francesc Eiximenis, el tractat De Amore d'Andreas Capellanus i la literatura popular.
L'autor usa una llengua plena de col·loquialismes malgrat les referències cultes que amaren tot el llibre, ja que considerava que apropar-se al poble era la millor manera de fer arribar el seu missatge moral. Abunden els refranys, les anècdotes de la vida quotidiana, els jocs de paraules i les enumeracions d'adjectius en una prosa molt treballada. Les escenes de sàtira alternen amb disquisicions filosòfiques i l'extens catàleg de tipus humans aporta al llibre un marcat to costumista.